# Antonio Ghelfi
Antonio Ghelfi (Pontremoli, 16 luglio 1940 – 9 febbraio 2016) è stato un calciatore italiano, di ruolo difensore..

## Carriera
Ha giocato in massima serie con la maglia del Messina.

## Palmarès
- Campionato italiano di Serie B: 1

Messina: 1962-1963